# Antennaria plantaginea
Antennaria plantaginea là một loài thực vật có hoa trong họ Cúc. Loài này được R.Br. mô tả khoa học đầu tiên năm 1817.